# Пеленгатор

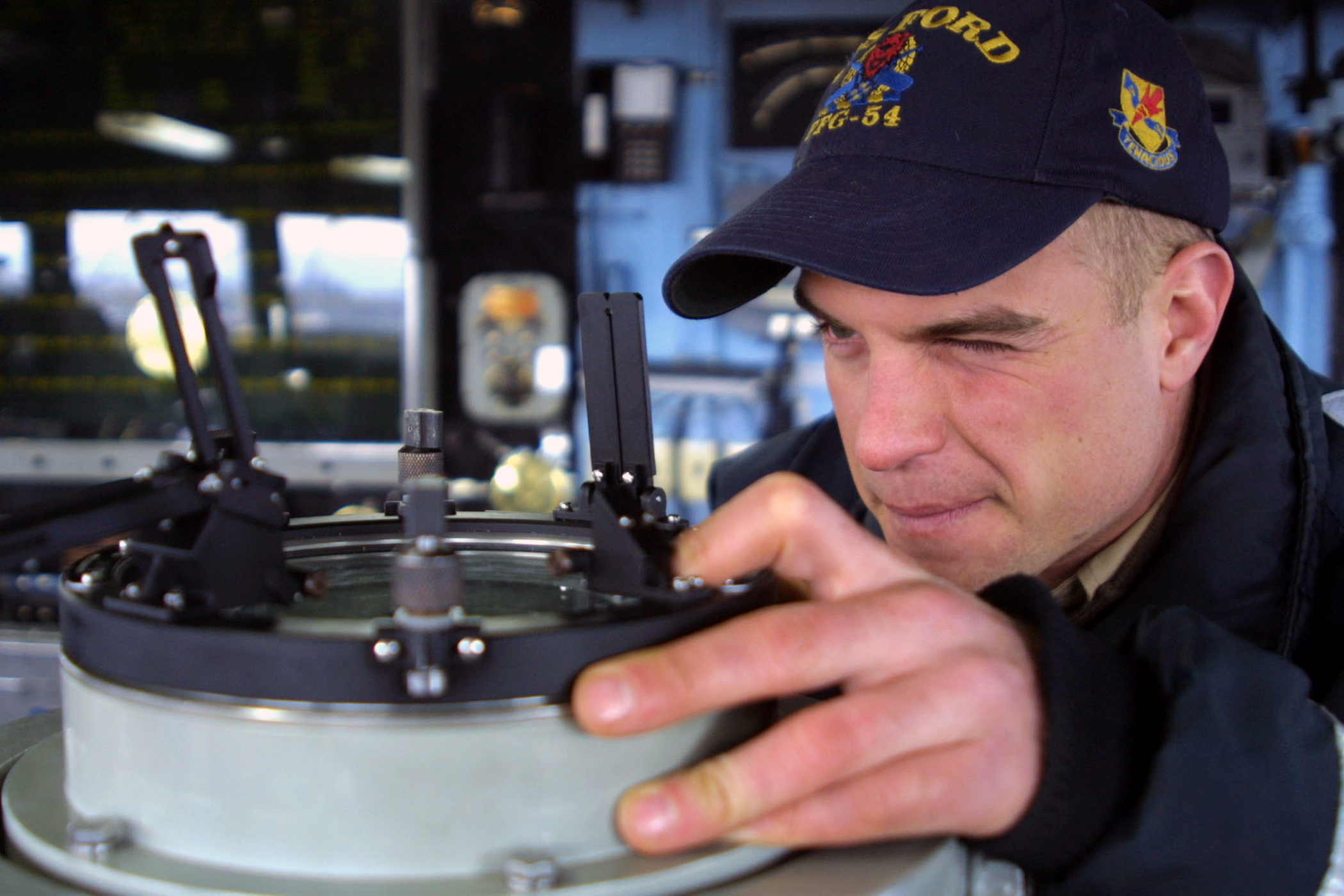
Пеленгування візуальним пеленгатором на борту фрегата Ford.

Пеленга́тор — пристрій для визначення пеленга (кутового напрямку на якийсь об'єкт). Залежно від конструкції розрізняють візуальні, акустичні, гідроакустичні, теплові пеленгатори, а також радіопеленгатори.
Візуальний пеленгатор являє собою діоптр, розміщений на кришці котелка магнітного компаса або репітера гірокомпаса, через який спостерігач засікає орієнтир і надалі визначає його градусну міру (пеленгує). Пеленгатор на магнітному компасі уможливлює визначати компасні (без врахування магнітної девіації) і магнітні пеленги, пеленгатор на репітері гірокомпаса — справжні пеленги.
Акустичний пеленгатор визначає кути напрямків на різні об'єкти за акустичним випромінюванням останніх у повітряному середовищі. Середня похибка визначення пеленга таким способом становить близько 1°, дальність не перевищує 12 км.
Гідроакустичний пеленгатор (гідролокатор) визначає кут напрямку на об'єкт (рухомий корабель, підводний човен, торпеду тощо) за акустичним випромінюванням останніх у водному середовищі. Дальність дії гідроакустичного пеленгатора залежить від гідрології моря, чутливості приймача, інтенсивності шуму (потужності джерела) та інших факторів і перебуває в межах від кількох до сотень кілометрів, а точність пеленгування становить 3°-0,5°, а іноді і вище.
Тепловий пеленгатор визначає кут напрямку на об'єкт, власне теплове випромінювання якого перевищує рівень навколишнього теплового фону (тобто працює за принципом тепловізора). Такі пеленгатори відрізняються високою точністю пеленгування (кілька мінут), перешкодозахищеністю і скритністю дії, але їхнє застосування обмежене в складних метеорологічних умовах (дощ, сніг, хмарність). Дальність дії теплового пеленгатора — від 1-2 до кількох десятків кілометрів.
Радіопеленгатор визначає пеленг об'єкта шляхом прийому його електромагнітних випромінювань антенами зі спрямованими характеристиками. Дальність дії радіопеленгатора становить до 350 км (ультракороткохвильові радіопеленгатори), 600—1000 км (короткохвильові ближньої дії) або 5000-6000 км (короткохвильові дальньої дії) і 1200—1400 км (середньохвильові). Точність пеленгування 0,7-3°.